# Tenebrismo

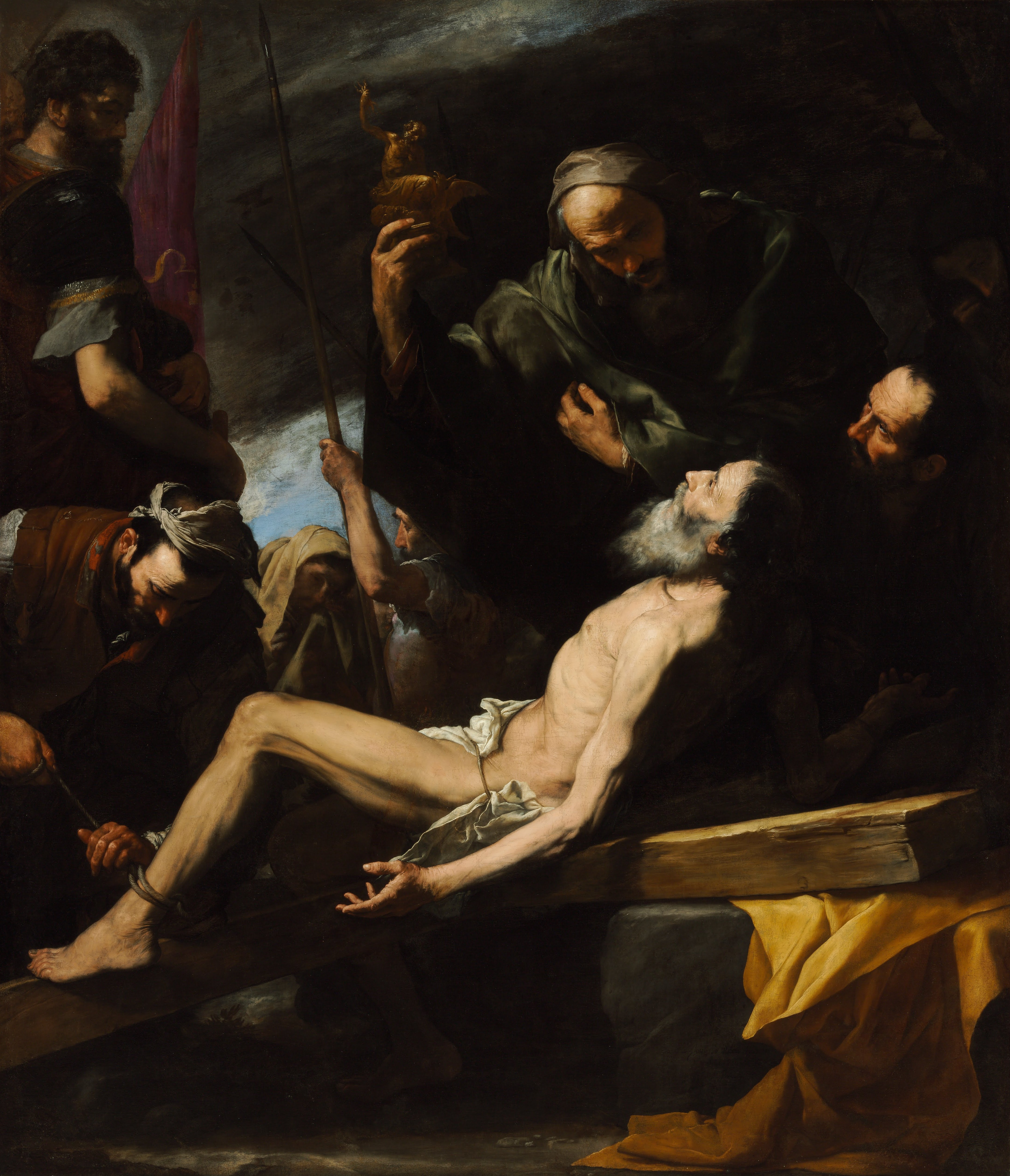
Martirio di Sant’Andrea (1628) di Jusepe de Ribera, tela conservata al Museo delle belle arti di Budapest.

Il  tenebrismo è una corrente pittorica cronologicamente collocabile all’inizio del XVII secolo, nella fase iniziale della pittura barocca. La caratteristica principale di questo stile pittorico è l'utilizzo di contrasti chiaroscurali molto forti, ripresi dall'italiano Caravaggio. Principale esponente della scuola fu José de Ribera.

## Definizione
Il termine tenebrismo deriva dal latino tenĕbrae ("oscurità") e rende l'idea della tecnica stilistica utilizzata. Essa consiste nell'accentuare i contrasti di luci e ombre, spesso attraverso una fonte di luce principale e direzionata.
Il tenebrismo naturalista o naturalismo tenebrista è un particolare tipo di stile tenebrista correlato al naturalismo e al realismo.

## Profilo stilistico

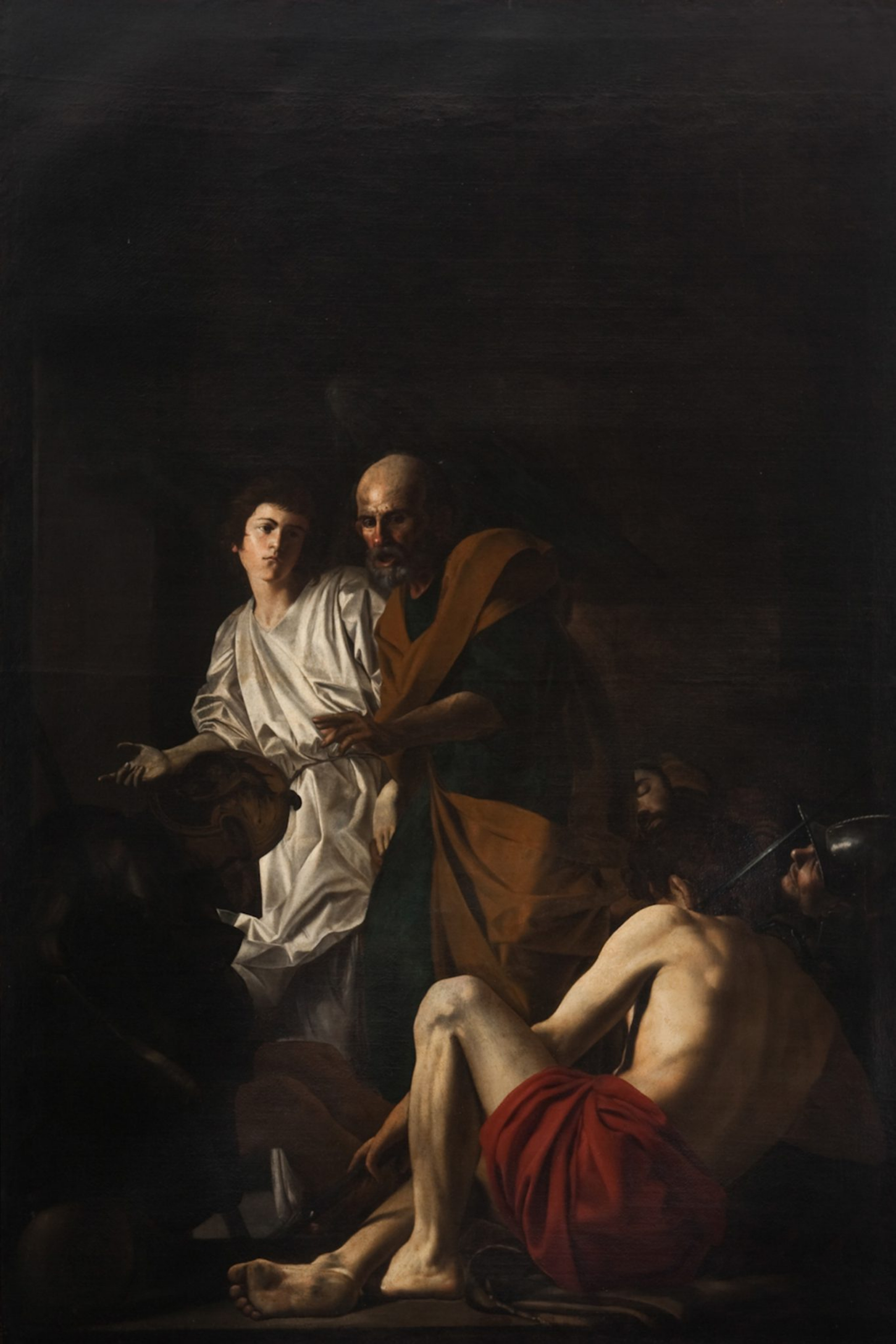
La Liberazione di San Pietro (1615), Pio Monte della Misericordia (Napoli).

Le principali fonti di ispirazione della scuola tenebrista sono stati Caravaggio e, in parte minore, Leonardo.  La tecnica consisteva principalmente nel concentrare il fascio di luce su una figura centrale e protagonista per ottenebrare lo sfondo e tutti gli elementi circostanti, determinando l’assenza del paesaggio. L’uso della luce direzionata determina anche una particolare attenzione per i dettagli dell'elemento protagonista della scena, anch'essi messi in risalto da forti contrasti. Le dimensioni dei dipinti sono perlopiù notevoli in quanto le figure sono spesso di dimensione naturale.

## Artisti tenebristi
Il termine tenebrismo viene solitamente applicato agli artisti a partire dal XVII secolo.  Tra gli artisti tenebristi più noti ci sono i seguaci italiani, olandesi e spagnoli di Caravaggio. Tra questi vi è la seguace italiana del Caravaggio, Artemisia Gentileschi, che fu un'esponente di spicco del tenebrismo. Altri esponenti sono i pittori olandesi dei Caravaggisti di Utrecht e i pittori spagnoli Francisco Ribalta, Jusepe de Ribera e i loro seguaci, ai quali il termine viene applicato più spesso.  Nelle Fiandre, Adam de Coster fu riconosciuto come uno dei principali tenebristi, che eccelleva nelle scene in cui una singola candela viene bloccata da un oggetto.

## Differenze con il chiaroscuro
Rispetto alla tecnica del chiaroscuro,  il tenebrismo è definibile più come uno stile compositivo e strutturale di disposizione degli elementi nell'opera; infatti, la luce divide la tela in sezioni e determina l'assenza di paesaggio sullo sfondo. Al contrario, il chiaroscuro è una tecnica utilizzata per conferire volumi ad elementi e dettagli di un dipinto, ma non viene applicata all'opera nella sua interezza.

## Elenco di artisti tenebristi

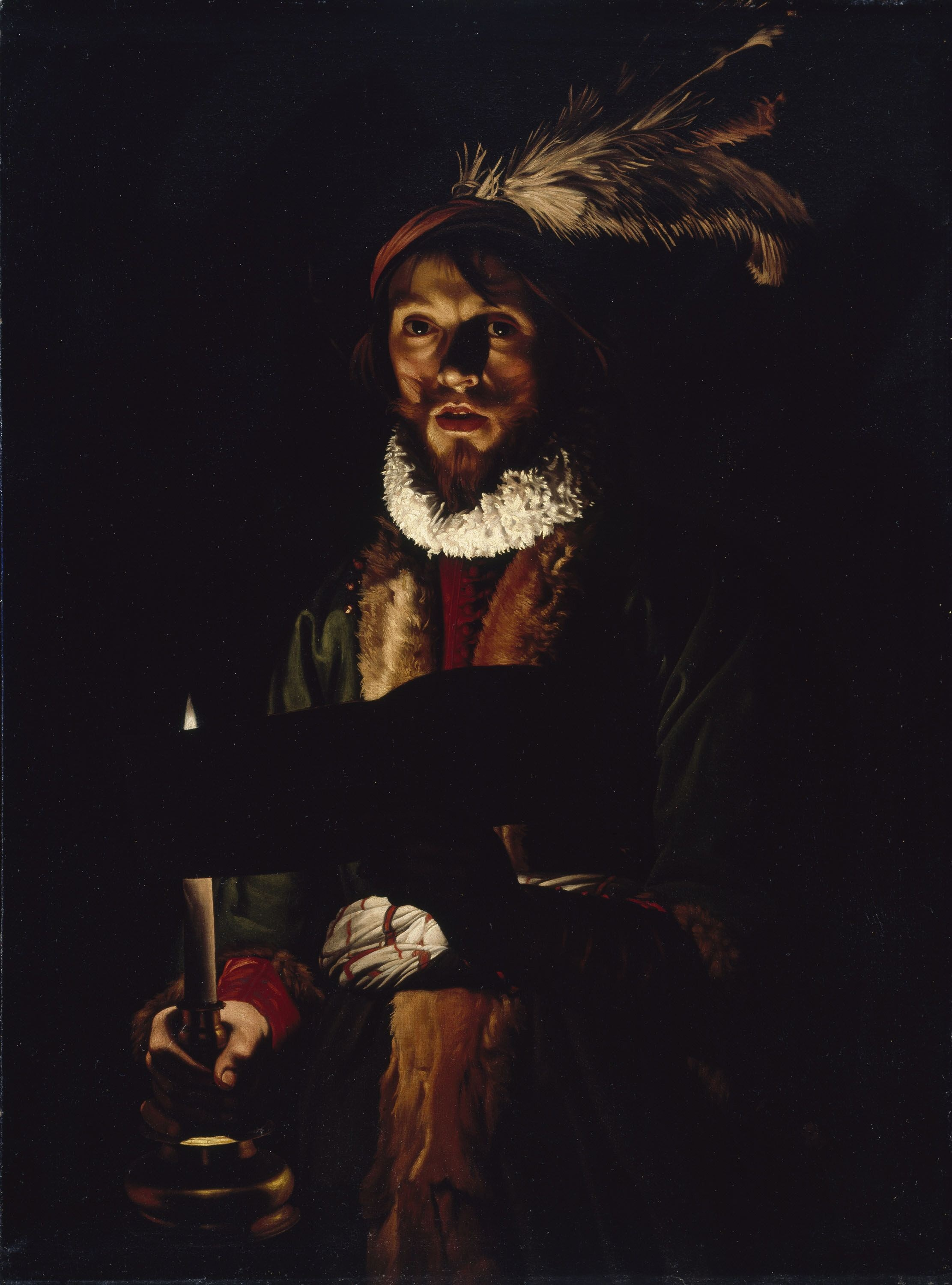
Un uomo che canta a lume di candela, di Adam de Coster, 1625–1635

Pittori
- Jusepe de Ribera
- Francisco de Zurbarán

- Georges de La Tour
- Francisco Ribalta
- Battistello Caracciolo
- Carlo Sellitto
- Valentin de Boulogne
- Giovan Battista Langetti
- Pietro Negri
- Johann Carl Loth
- Giovanni Bittanti
- Antonio Zanchi